# Appula diamantinensis
Appula diamantinensis là một loài bọ cánh cứng trong họ Cerambycidae.